# Chersońska Rada Obwodowa

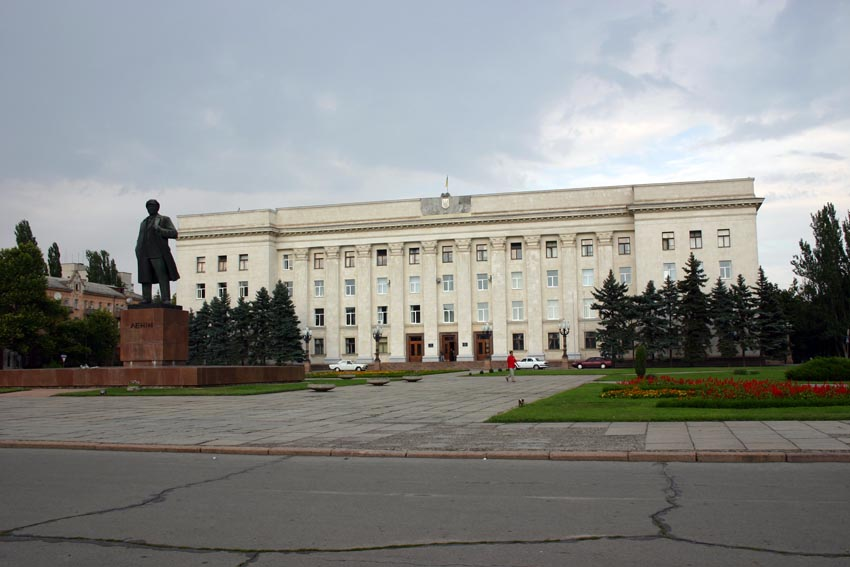
Budynek rady obwodowej

Chersońska Rada Obwodowa (ukr. Херсонська обласна рада) – organ obwodowego samorządu terytorialnego w obwodzie chersońskim Ukrainy, reprezentujący interesy mniejszych samorządów – rad rejonowych, miejskich, osiedlowych i wiejskich, w ramach konstytucji Ukrainy oraz udzielonych przez rady upoważnień. Siedziba Rady znajduje się w Chersoniu.

## Przewodniczący Rady
- Mychajło Kusznerenko (od 5 kwietnia 1990 do lipca 1994)
- Witalij Żołobow (od 7 lipca 1994 do 27 czerwca 1996)
- Wałerij Tretiakow (od 15 sierpnia 1996 do kwietnia 2002)
- Anatolij Jurczenko (od 10 maja do 11 października 2002)
- Wołodymyr Chodakiwśkyj (od 11 października 2002 do 20 kwietnia 2006)
- Wołodymyr Demiochin (od 5 maja 2006 do 20 lipca 2010)
- Wiktor Pełych (od 20 lipca 2010 do 27 lutego 2014)